# Casa del Dau
La Casa del Dau, és una casa antiga de Xirivella situada al carrer de la Pilota, anomenada així per la llosa que hi havia a terra, de metre i mig a dos metres, que feia de dau (on bota la pilota per fer el servei en el joc de pilota). Ha estat restaurada recentment (2000) i és una bona mostra de casa rurals medievals.